# Iejasu Tokugawa

Znak klanu Tokugawa

Iejasu Tokugawa (japonsky 徳川 家康, Tokugawa Iejasu; 31. ledna 1543 – 1. června 1616), známý také pod jmény Takečijo Macudaira (松平 竹千代) (1543–1556), Motonobu Macudaira (松平 元信) (1556–1566), také 元康 (Motojasu), 家康 (Iejasu), byl vedle Hidejošiho Tojotomiho a Nobunagy Ody jednou ze tří nejvýznamnějších osobností japonské Éry válčících států (Sengoku džidai). Zásadním způsobem ovlivnil politický vývoj země, když roku 1603 ustavil šógunát Tokugawa, který zanikl až roku 1868 v době tzv. reforem Meidži.

## Macudairové
Iejasu Tokugawa se narodil jako Takečijo Macudaira (松平 竹千代), syn Hirotady Macudaira (1526–1549), nepříliš vlivného pána z provincie Mikawa, který strávil mnoho ze svého mládí odrážením útoků klanu Oda a politickým vyjednáváním s Imagawy. Proč Macudairové přijali nadvládu Imagawů není přesně známo a je to zdrojem mnoha dohadů. Klan Macudaira se leckdy choval kontroverzně. Možná to mělo nějakou spojitost s vraždou Hirotadova otce Kijojasua roku 1536. Hirotada se rozhodl přiklonit se k Imagawům, protože to považoval za menší zlo.
O jeho činu navíc rozhodlo i to, že se Nobuhide Oda rozhodl zaútočit roku 1548 na provincii Mikawa, takže se Hirotada obrátil na Jošimota Imagawu se žádostí o pomoc. Jošimoto tuto náklonnost uvítal, neboť v tom zřejmě spatřoval snadnou kořist pro svou expanzivní politiku. Hirotada podle zvyku poslal do Sunpu (hlavního města provincie Suruga) jako rukojmí svého syna. Tato transakce se neobešla bez komplikací, neboť proti poslání mladého nástupce byla nemalá část klanu Macudaira. Nakonec však Hirotada rozhodl a Takečijo se ocitl na cestě na východ, doprovázen skupinou dalších mladých mužů, také rukojmích (a jeho služebníků).
O dohodě mezi klany Macudaira a Imagawa se dozvěděl Nobuhide a vyslal oddíl svých mužů, aby jej na cestě do Surugy unesli do provincie Owari a uzavřeli v hradě Kowatari. Pak Nobuhide poslal Hirotadovi zprávu, že pokud neupustí od koalice s Imagawy, nechá jeho syna zabít. Hirotada považoval Nobuhideho výhrůžky pouze za blafování. Domníval se, že Takečijo je v pořádku u svých nových spojenců. Odpověděl tedy do Owari, že ukřižování svého syna se bude považovat právě za projev oddanosti a síly svazku s novým spojencem. Nobuhide byl nepochybně roztrpčen, že mu jeho plán nevyšel podle představ, ale zatím Takečijovi neublížil.
V následujícím roce 1549 došlo k umírnění válečného stavu mezi Ody a Macudairy, protože byly oba klany poněkud vyčerpané neustálými výboji. Toho využil Jošimoto a poslal armádu pod vedením svého strýce, generála Sessaie, aby dobyl hraniční hrady Odů. Hlavním cílem kampaně se stal hrad Andžó, bývalá pevnost Macudairů, kterou měl nyní v područí Nobuhideho nejstarší syn a nástupce Nobuhiro. Sessai, zkušený vojevůdce, obklíčil Andžó. Tou dobou už mu však šla vstříc armáda pod vedením Nobuhideho druhého syna Nobunagy. Sessai měl však jasnou převahu a Nobunaga měl jen malou šanci vyváznout se zdravou kůží a zachráněným Andžó. Vyjednal tedy se Sessaiem dohodu, že se Sessai stáhne zpět do Surugy a na oplátku za tento akt mu nabídl Takečija. Sessai souhlasil a Takečijo se konečně ocitl po dlouhé době v Suruze.
Takečijův život v hlavním městě klanu Imagawa byl plný přepychu. Na druhou stranu pro jeho vazaly v Mikawě se následující léta stala deprimující a dlouhá. Imagawové obsadili v Mikawě všechna důležitá místa a pevnosti.

## Nezávislost
Roku 1556 již Takečijo dospěl a přijal jméno Motojasu Macudaira. Slabiky Moto přejal ze jména samotného Jošimota.
Ještě téhož roku se směl vrátit zpět do Mikawy a byl pověřen vést několik tažení proti Odům. To vše na příkaz Imagawů. Přes všechna příkoří nebo možná právě proto, jež museli samurajové Macudairů přetrpět pod nadvládou Imagawů, si zachovali velice srdnatého ducha. Motojasu vyhrál několik místních bitev u Terabe a vyhlédl si jako svůj další cíl pevnost Odů, Odaku. Motojasu přerušil tolik potřebné zásobovací cesty k pevnosti a převezl osádku hradu smyšleným tažením na neexistujícího soupeře. Po tomto vítězství Motojasu usoudil, že by se Macudairové měli vyvázat z vlivu Imagawů a nabrat vlastní kurz. Jošimoto těmto „triviálním“ tendencím nevěnoval příliš pozornosti, neboť sám byl zaměstnán rozsáhlými přípravami na svou vůbec největší akci.
Roku 1560 se mu totiž podařilo shromáždit armádu o síle 20 tisíc mužů a tak se rozhodl uskutečnit svůj plán, pochod do Kjóta (kdo získal Kjóto, získal moc nad celou zemí). Žádný jiný daimjó do té doby nebyl schopen takového kroku od dob Jošiokiho Óuči, který se postaral o znovuzískání postavení šóguna pro Jošitaneho Ašikagu roku 1508. Tento krok byl možný pouze po desetiletí trvajících politických jednáních s klany Takedů a Hódžóů, nejmocnějších klanů středního Japonska. Během tohoto tažení Macudairové tvořili předvoj jeho armády. Po vypuknutí kampaně v červnu 1560 byl Motojasu pověřen dobýt pevnost Marune. Po krvavém boji nakonec Marune padla do rukou Macudairových samurajů a ti ji využili pro doplnění zásob a k odpočinku před další cestou. Z tohoto důvodu vůbec nevěděli o bitvě u Okehazamy, která se odehrávala několik mil za nimi a stála Jošimota vlastní život. Po pro Imagawy osudné bitvě se Motojasu stáhl zpět do Mikawy a začal cíleně pracovat na osvobození Macudairů z jejich vlivu. Uzavřel tajnou alianci s Nobunagou, protože několik členů jeho klanu (včetně jeho malého syna) stále zůstávalo jako rukojmí v Sumpu. Do čela klanu Imagawů se automaticky dostal Jošimotův nástupce Udžizane.
Roku 1561 Motojasu nařídil dobýt Kaminodžó. Nejprve však poslal Nobunagovi otevřený dopis, ve kterém jej ujistil o zpřetrhání veškerých svazků s Imagawy. Poté si vzal jako rukojmí dva syny Namagočiho Udonóa, který sloužil jako Udžizaneho vazal. Snad proto, že klan Udonó byl pro Imagawy důležitý, souhlasil Udžizane s výměnou Motojasuových příbuzných za Nagamočiho syny. To byl čin, který Macudairy definitivně odpoutal od Imagawů a uvolnil Motojasuovi ruce pro další akce. Příštích několik let se Motojasu věnoval obnově klanu a posílení oslabených pozic. Dokázal štědře podpořit své vazaly a zapojit je do administrativního vedení provincie. Nejznámějšími z jeho poddaných byli Kazumasa Išikawa, Tadacugu Sakai, Jasumasa Sakikabara, Kijonaga Koriki a Tadakacu Honda. S jejich pomocí se mu podařilo získat zpět své hraniční pevnosti, které do té doby kontrolovali Imagawové. Poslední z nich padla do jeho rukou roku 1566.
V březnu roku 1564 rozprášil ozbrojené povstání rolníků, během kterého jej zasáhla kulka, která ovšem neprošla jeho brněním. Brzy poté začal zkoušet, jak pevná jsou postavení Imagawů v provincii Tótómi. Zároveň požádal císařský dvůr o změnu svého jména na Tokugawa. Požadavku bylo roku 1566 vyhověno a od této doby je Motojasu znám jako Iejasu Tokugawa. Rád poukazoval na to, že v jeho žilách koluje krev Minamotů (slavného rodu z období války Gempei 1180–1185) a svými kořeny společnými s klanem Nita. Ve skutečnosti se však o klanu Macudaira/Tokugawa příliš neví, alespoň co se týče období před 15. stoletím. Některé genealogické průzkumy naznačují jeho příslušnost také k jinému rodu, který následoval linii slavného rodu Fudžiwara.

## Období diplomacie
Tokugawové tedy měli jakous takous svobodu. Musíme si uvědomit, že provincie Mikawa byla ze dvou stran obklopována silnějšími klany Imagawů a Odů. Je tedy pochopitelné, že když se zbavili povinností vůči Imagawům, stali se spojenci Odů, jejichž nově vycházející hvězda Nobunaga dokázal brilantně své vojenské umění, když rozdrtil s hrstkou vojáků Imagawovo ležení u Okehazamy. Když tedy Odové pochodovali roku 1568 na Kjóto, byly jednotky Tokugawů u toho. Tím začala jejich společná pouť nesčíslných bitev a tažení. Tou dobou plánoval Iejasu rozšíření svého území více na východ. Uzavřel dohodu se Šingenem Takedou, pánem provincií Kai a Šinano, o rozdělení si panství Imagawů. Tak bylo možné, že roku 1570 mohl Iejasu připojit ke svému dominiu provincii Totomi. Takedové obsadili provincii Suruga. Iejasu však úmluvu nenaplnil a předtím, než se Šingen zmocnil Sumpu, kontaktoval Iejasu Udžizaneho Imagawu a ujistil ho, že mu pomůže získat zpět ztracená území. Vztahy mezi Tokugawy a Takedy se přiostřovaly. Iejasu navíc uzavřel spojenectví s Takedovými úhlavními nepřáteli – klanem Uesugi. A aby toho nebylo málo, přilil Iejasu olej do ohně, když přesunul svoje ústředí do Hamamacu v Totomi a byl tak blíže Nobunagovým vojskům. Brzy poté již byli oba klany, Tokugawové a Takedové, ve válečném stavu. V červnu roku 1570 Iejasu s pěti tisíci svými muži pomohl Nobunagovi během jeho tažení proti Asaiům a Asakurům u Anegawy. Vítězstvím aliance, ve které Tokugawové bojovali, přineslo jejich mužům pověst neohrožených bojovníků. Roku 1572 však Iejasu ztratil hrad Futamata, který byl dobyt vojsky Takedů.

### Konec Šingena Takedy
Následovala bitva u Mikatagahary, kdy se Iejasu utkal se Šingenem na otevřené pláni. Tato bitva proti obrovské přesile málem stála Iejasua život, nebýt toho, že se rychle stáhl zpět do hradu, který poté Takedové obléhali. Během obléhání byl Šingen zřejmě zasažen kulkou a na jaře roku 1573 zemřel (pěkná ilustrace celé situace je ve filmu Akiry Kurosawy Kagemuša). Tím ovšem riziko zcela nezmizelo, protože nový lídr Takedů, Kacujori, dobyl o rok později důležitou pevnost Tokugawů, hrad Takatendžin. Roku 1575 dokonce Kacujori obklíčil hrad Nagašino v Mikawě. Když se zpráva donesla k Iejasuovým uším, neprodleně požádal Ody o vojenskou pomoc. Odům hrozilo, že Tokugawové, kteří se nacházeli ve velmi svízelné situaci, nakonec uzavřou s Takedy spojenectví (údajně Tokugawové tajně vyjednávali o tom, že spojí své síly s Takedy a zaútočí společně na Owari a Mino). Aby Nobunaga zabránil podobným tendencím, rozhodl se poslat Tokugawům okamžitě 30 tisíc mužů. Tak se společně podařilo zlomit Kacujoriho obléhání, nikoliv však zničit jeho armádu. Kacujori poté nepřestával Iejasua ohrožovat a ještě několikrát se utkali na různých místech svých území.

### Zrada
V roce 1579 se Iejasuův nejstarší syn Nobujasu a Iejasuova žena spojili s Kacujorim. Když se vše prozradilo, rozkázal Iejasu na Nobunagův nátlak, aby Nobujasu spáchal seppuku a svou ženu nechal popravit. Stejně jako jeho rival Šingen se Iejasu vyznačoval značnou náladovostí a stával se z něj nesnesitelný rarach, když jeho klan opouštělo štěstí. Iejasu tou dobou také označil svého nástupce. Měl se jím stát jeho třetí syn Hidetada, protože druhý v pořadí Hidejasu byl adoptován Hidejošim Tojotomi.
Na jaře roku 1582 se Tokugawové připojili k Nobunagovi během jejich finálního tažení proti Takedům. Za svou statečnost byl pak Iejasu odměněn provincií Suruga, což pro něj jistě byla nemalá satisfakce za příkoří, které se mu kdysi dostalo umístěním jeho osoby jako rukojmí do Sumpu. Nyní tedy území Tokugawů přímo sousedilo s panstvím mocného klanu Hódžó. Proslýchalo se, že v jeho úsilí o kontrolu nad Surugou přispělo i jeho osobní přátelství ještě z dob jeho rukojemství, které navázal s Udžinorim Hódžó, bratrem daimjóa Udžimasy.

### Smrt Nobunagy a její následky
Když Micuhide Akeči v červnu roku 1582 zabil Nobunagu, nacházel se Iejasu v Sakai, v provincii Seccu. Okamžitě se však vrátil do Mikawy. Tokugawové nebyli v pozici, aby na Micuhideho armádu zaútočili, nicméně využili výhodu bitvy u Jamazaki k tomu, aby se zmocnili provincií Kai a Šinano. Tímto činem zabránil Iejasu, aby se provincií zmocnili Hódžóové. Nedošlo však k žádnému boji a tak Hódžóové a Tokugawové uzavřeli mír. Iejasu věnoval Hódžóům některé okresy v obou provinciích. K menším bojům na území těchto provinciích však ještě došlo, a sice když se při slábnoucím vlivu Šingena Takedy snažil expandovat jeho vazal Masajuki Sanada. S jeho potenciálem tedy nyní museli Hódžóové a Tokugawové počítat. Mezitím se Iejasu hodně přiučil o způsobu vlády, který užíval Šingen Takeda a mnoho z principů od něj přejal. Částečně mu k tomu dopomohla i jeho prozřetelnost, když se mu podařilo získat bývalé Takedovy muže na svou stranu. Iejasu se také nezúčastnil boje mezi Kacuiem Šibatou a Hidejošim v bitvě u Šizugatake roku 1583. Bylo mu však jasné, že dříve nebo později se bude muset s expandujícím Hidejošim utkat.

## Vzestup moci
Roku 1584 se Iejasu zaměřil na jednoho z pozdějších Nobunagových synů Nobukacua (Nobuo). Spoléhal se, že spojenectví s Nobukacuem mu přinese výhodu případného otevřeného boje s Hidejošim. Zatím však nenastal ten pravý čas, aby s Hidejošim skoncoval. Přitáhl s armádou do Owari, zaujal pozice na hoře Komaki a vyčkával na příhodný okamžik. Hidejoši odpověděl posláním své armády do Owari a tak začalo tažení u Komaki. Iejasuovi se podařilo vyhrát důležitou bitvu u Nagatuke. Tím se Iejasu dostal do převahy. Nicméně jeho pozici podkopal Nobuo, který s Hidejošim uzavřel separátní mír. Protože Iejasu původně vedl vojsko do bitvy pod záminkou podpory Nobunagova dědice (pravý účel je zřejmý, odstranit překážku na cestě k hegemonii), ztratil nyní důvod pokračovat v tažení dál. Stáhl se tedy do Ósaky a následujícího jara slíbil Hidejošimu, že se podrobí jeho vůli. Přesto byla bitva u Komaki jasným signálem, aby byl Hidejoši ve vztahu k Iejasuovi obezřetný. Pravděpodobně z toho důvodu nikdy nedovolil (až na výjimku dobývání Odawary roku 1590), aby se Iejasuovy jednotky účastnily jakýchkoliv jeho tažení. Zajímavým doplněním informací může být zpráva o zběhnutí Tokugawova vazala Kazumasy Išikawy k Hidejošimu v roce 1585. Protože Išikawa znal do detailu Tokugawova vojenská tajemství a vojenskou hierarchii, rozhodl se Iejasu pro kompletní přeměnu celého vojenského systému, inspiruje se strategií Šingena Takedy.[zdroj?]
Když byli Tokugawové vyřazeni z Hidejošiho tažení na Šikoku a Kjúšú, jejich pozice na pobřeží Tókai jim dovolovala hrát hlavní úlohy v napjatých vztazích mezi Hódžóy a Hidejošim, které se vyostřovaly od osmdesátých let 16. století. Iejasu se snažil co mohl pro Udžimasu podniknout, co se dalo. Roku 1589 však Hidejoši vydal rozkaz k přípravám na invazi do Kantó a určil Tokugawova vojska jako předvoj.

## Invaze do Kantó
Iejasu velel během tažení na území klanu Hódžó zhruba 30 tisícům mužů. Stal se tak součástí masivního postupu proti Odawaře roku 1590. Během obléhání hradu Odawara nabídl Hidejoši Iejasuovi jako odměnu za jeho služby Kantó, výměnou za jeho současné državy. Tím by si Iejasu velice polepšil, protože celkový výnos osmi bohatých provincií regionu nabízelo výnosy 1 milion koku rýže ročně. Ve skutečnosti už byla část regionu okupována (jednalo se o Satomi v Awě, Satake v Hitači a Ucunomiju v Šimocuke). Když se Hódžóové ještě téhož roku vzdali, Iejasu se rychle přestěhoval ze svých provincií Mikawy, Tótómi, Surugy, Šinana a Kaie do Kantó a zřídil nové ústředí v Edu. Nyní se stal Iejasu bohatším mužem, než byl Hidejoši. Rychlé využití možnosti k přestěhování dál od centra, za pohoří Hakone, mu umožnilo tajně spřádat plány zrady jeho spojenectví.
Během Hidejošiho tažení do Korey v letech 1592–1593 a 1597–1598 Iejasu sloužil v jeho ústředí na Kjúšú. kde ho mohl mít lépe na očích. Iejasu však disponoval zkušenými správci, kteří v době jeho nepřítomnosti v Edu pokračovali v konsolidaci jeho velkého panství.

## Sekigahara

### Situace
Roku 1598 byl Iejasu jmenován jedním z pěti regentů (původně jich mělo být šest, ale Takakage Kobajakawa odmítl) zodpovědných za vládu nad Japonskem do doby, než bude malý Hidejori Tojotomi dospělý. Iejasu byl z oněch regentů nejsilnější postavou, čehož si byl Hidejoši vědom, a proto zbylé čtyři regenty vybral z těch, o kterých byl skálopevně přesvědčen, že dostojí závazkům vůči němu i po jeho smrti. Iejasuovi čtyři kolegové (Tošiie Maeda, Kagekacu Uesugi, Terumoto Móri a Hideie Ukita) byli právě tou správnou volbou. Po Hidejošiho smrti v září 1598 téměř okamžitě Iejasu uzavírá provokativně spojenectví s mocným severním klanem Date a začíná ohrožovat ostatní regenty. Začal okupací Hidejošiho hradu Fušimi, po smrti Tošiiho Maedy v roce 1599 pokračuje dorážením na hrad v Ósace, čemuž ovšem zabránil zbytek regentů. Centrum odporu proti Iejasuovi se vytvořilo kolem postavy Micunariho Išidy, který se téhož roku pokusil Iejasua neúspěšně zavraždit. Okamžitě byl nařčen ze smrti několika Iejasuových generálů, ale podařilo se mu (i když za podivných okolností, snad i na rozkaz samotného Iejasua) utéct. Ať už byl Iejasuův motiv pro tento čin jakýkoliv, roku 1600 se jasně zformovaly dva protichůdné tábory. Východní okolo Iejasua a západní, kolem Išidy. První krok v rozhodujícím střetu závisel na klanu Uesuga. Išida počítal s tím, že Uesugiové dokázali Iejasuovy jednotky unavit a že tak budou mít západní jednotky snadnou cestu ke kontrole na hlavním regionem oblasti. Tím by se vyrovnaly síly obou táborů, z nichž ten východní měl nyní mírně navrch. Uesugiové a Tokugawové začali šarvátku v červnu a opravdová válka pak vygradovala v srpnu roku 1600. Išidova hlavní strategie spočívala v tom, že téměř okamžitě po oslabení Iejasuových vojsk poskytne se svou obrovskou armádou pomoc Uesugiům a Iejasua rozdrtí. Iejasu však nechal Uesugie zaměstnat svými novými spojenci, klany Date a Mogami a sám v říjnu vyrazil se svou armádou na západ. Mezitím Išida dobyl Fušimi a několik dalších významných bodů v Kinai. Jak se blížil okamžik finálního střetnutí, oba tábory vyrovnávaly počty svých bojovníků. Ani jedna ze stran však nemohla použít všechny svoje vojáky. Hidetada (Iejasuův dědic) byl se svými 36 tisíci vojáky v Šinanu, kde bojoval proti klanu Ueda. Zhruba stejný počet samurajů západního tábora byl příliš daleko na to, aby včas pomohl hlavní armádě v následující bitvě. Iejasu však měl eso v rukávu. Jeden z Išidových vazalů, Hideaki Kobajakawa, měl během bitvy Išidu zradit. Druhým trumfem bylo ubezpečení Cuneieho Kikkawy, že jednotky klanu Móriů (který byl několikrát Išidou inzultován), které měly bojovat na Išidově straně, zůstanou během bitvy nečinné.

### Střetnutí
Bitva u Sekigahary začala za mlhavého rána, 21. října roku 1600. Zúčastnilo se jí na 160 tisíc vojáků. Měla to být největší bitva, jakou Japonsko zažilo. Je zvláštní, jak se naplnilo rčení velkého vojevůdce, Dósana Saitóa, který kdysi prohlásil, že kdo se zmocní Sekigahary, zmocní se Japonska. Přičemž Saitó mínil pouze to, že pláně u Sekigahary jsou dost rozlehlé na to, aby zde pohodlně manévrovaly dvě nepřátelské armády. Terénní výhoda patřila Išidovi. Tokugawové totiž zůstávali v horském údolí a jejich čelní linie se musely nebezpečně roztáhnout do kruhové formace. Klíčem k vítězství tedy zůstával Hideaki Kobajakawa. Jeho 16 tisíc mužů čekalo na hoře Macuó, shlíželo na situaci pod nimi, jak se k sobě blíží linie Išidy a Tokugawy a váhalo, na kterou stranu se vlastně přidat.
Ke střetu obou armád došlo v 8 hodin, když Tokugawa vydal povel k útoku, nedávný výzkum japonských historiků však odhaduje, že bitva skutečně začala blíže k 10.00. Silně pršelo a v deset hodin již Iejasu stěhoval hlavní stan vpřed. Pozoroval Kobajakawu, jehož pozice na hoře Macuó se od počátku bitvy nijak nezměnila. Žádná ze stran zatím neměla žádnou výhodu a Hidetada stále zůstával se svou armádou daleko. Iejasu se spoléhal na Cuneie Kikkawu, který slíbil, že Móriové, utáboření východně na hoře Nangú podniknou nějakou akci. Nakonec, když se přehouplo poledne, rozkázal Iejasu svým mušketýrům, aby zahájili palbu na Kobajakawovy pozice. Byl to trik, který měl Hideakiho přimět, nebo to snad byl smluvený signál k zahájení útoku na Išidovu armádu. 16 tisíc Hideakiho bojovníků se vrhlo dolů na překvapené Išidy a Iejasu získal výhodu. Pozdě odpoledne bitva konečně skončila a Iejasu se mohl pokochat pohledem na hlavy svých nepřátel spolu se svým synem Hidetadou, který mezitím dorazil. Během několika dalších dní byli Micunari Išida a několik hlavních velitelů západního tábora chyceni, dopraveni do Kjóta a popraveni.

### Následky
Po vítězství u Sekigahary se Iejasu stal nesporným pánem Japonska. I když sám nikdy neřekl, že jeho ambicí je být vládcem, výsledek bitvy určil jinak. Využil své moci k přerozdělení provincií vazalům, kteří mu pomohli a značně zredukoval území těch, kteří byli proti němu nebo byli během jeho akcí pasivní. Tyto vazaly označil jako Tozama (vnější pánové). Zredukoval také panství silných Móriů z 1,2 milionu koku pod 370 tisíc koku rýže ročně. Poté přidělil panství o výnosu 360 tisíc koku Tošinagovi Maedovi a učinil jej hned po sobě nejbohatším daimjóem. Některých ze západních pánů se redukce nedotkly (Šimazuové), jiní přišli o část území (Ukitové, Čósokabeové a Mijabeové). Jeho poslední vážný soupeř ještě ovšem stále žil. Byl opevněn na téměř nedobytném hradě v Ósace. Jeho jméno znělo Hidejori Tojotomi.[zdroj?]

## Šógun

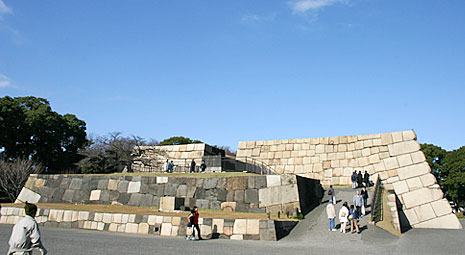
Základní kameny hlavní věže hradu Edo

Roku 1603 dovolil císař Iejasuovi nosit titul šógun, k čemuž mu jistě dopomohla jeho genealogie klanu Minamoto. Funkci ovšem vykonával pouze dva roky. Poté odstoupil a přenechal ji svému synovi Hidetadovi, stal se tak ógošoem (大御所) neboli odstoupivším šógunem.  Vrátil se zpět do Sumpu v Suruze a dohlížel nad rozšiřováním hradu Edo (Čijoda) a nad růstem okolních měst. Několik let se také věnoval diplomatickým záležitostem ve vztahu k novým cizincům, Holanďanům (1609) a Španělům, které se ovšem snažil vypudit.
V květnu roku 1611 Iejasu zavítal do Kjóta. S sebou měl 50 tisíc vojáků a dohlížel nad odstoupením císaře Go-Józeie a inaugurací Go-Mizunóa. Během svého pobytu v Kjótu se zasadil o rozšíření císařského komplexu a požádal západní daimjóy, aby se řídili jeho třídílným dokumentem. Snad inspirován zkušenostmi z této cesty pak vydal roku 1613 Kuge šohatto. To byl edikt, který omezoval jisté aktivity šlechty a vyhranil této kastě pouze záležitosti estetické a ceremoniální. Roku 1615 také vydal rozkaz k přípravám ediktu Buke šohatto, který obsahoval 1611 směrnic rozdělených do 13článkové listiny. Edikt byl odvozen od předchozích zákoníků a starších myšlenek. Stal se tak formálním řádem domu klanu Tokugawů a také ostatních daimjóů. To mělo zajistit stabilitu režimu Tokugawského šógunátu. Posledním významným ediktem té doby byl jeho Edikt o vykázání křesťanů, který vydal roku 1614.

## Poslední odpor

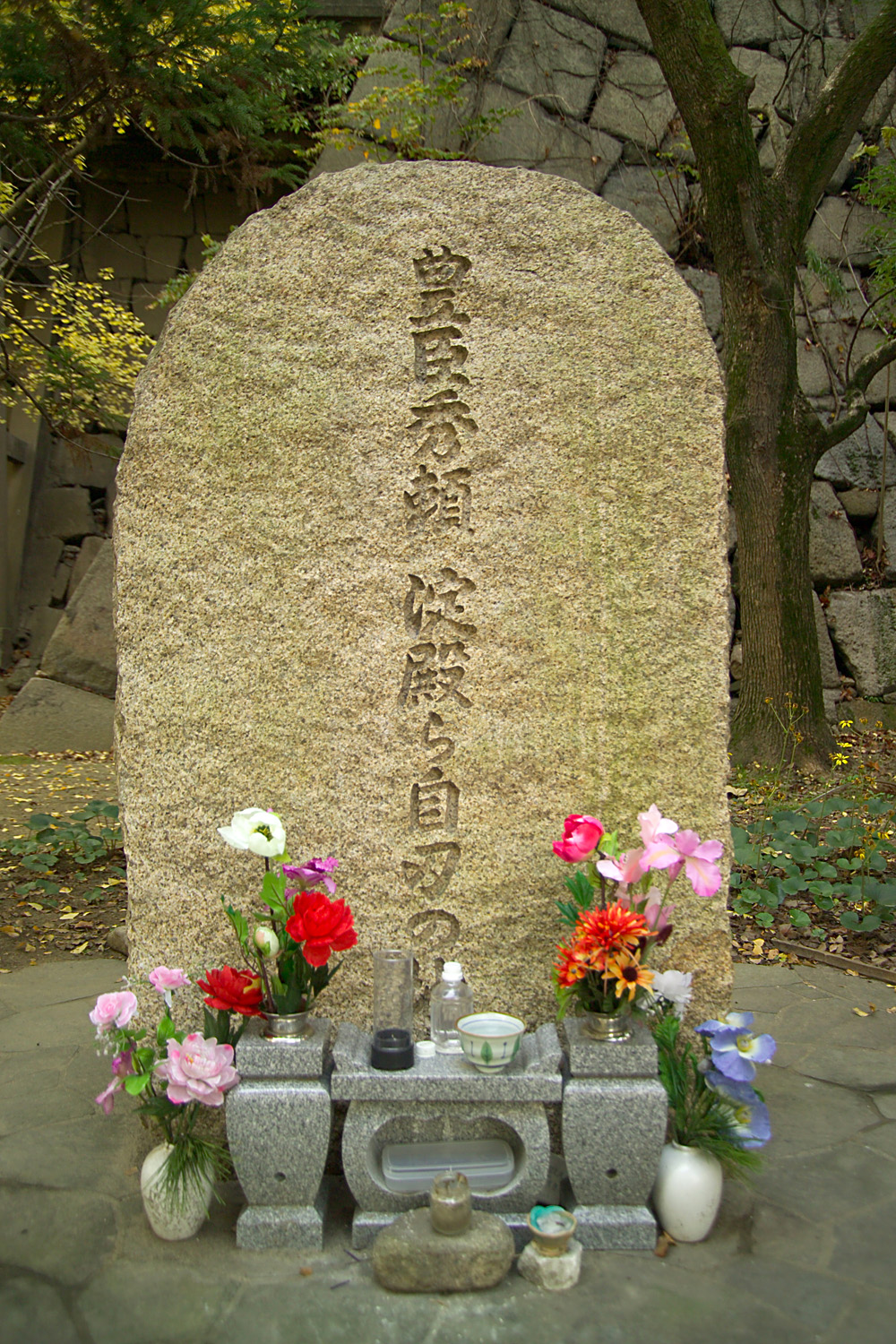
Památník na místě, kde Hidejori a Jodó-gimi ukončili své životy

Poslední hrozbu pro absolutní nadvládu Iejasua Tokugawy představoval Hidejori. Iejasu sám předznamenal následující válku tím, že chtěl proniknout do Ósaky pod záminkou instalace nového zvonu. Hidejori však vycítil past a otevřel svůj hrad tisícům róninů, kteří měli pomoci při jeho obraně. První Tokugawův útok, nazvaný Zimní Ósacké tažení, byl krvavý a dokonce si vysloužil protesty Iejasuova syna Hidetady. Iejasu se domníval, že hlavním nebezpečím může být Hidejoriho matka Jodó-gimi, která se o Hidejoriho starala, než dospěl a fakticky řídila chod hradu. Iejasu rozkázal zjistit místo v pevnosti, kde se Jodó-gimi zdržovala, a zamířit tam děla. Ostřelování mělo zvlášť silný efekt a pro bránící generály to byl šok. Jodó-gimi požádala Hidejoriho, aby se pokusil vyjednávat. Iejasu vypadal velkodušně. Slíbil obráncům, že celá krize bude vyřešena mírovou cestou, za což mu Hidejori věnoval svoje državy v oblasti Seccú a Kwači. Navíc bylo slíbeno, že se nestane nic nikomu z rodin obránců. Hidejori, který s Iejasuem, svým strýcem, nikdy válku nechtěl, souhlasil se všemi podmínkami a nařídil svým vojákům, aby zůstali nečinní. Iejasu zaranžoval představení, během kterého se naoko stáhl a pak ihned nařídil, aby byly ósacké vnější příkopy zasypány. Tohoto činu se chopil Masazumi Honda. Hidejori proti tomuto činu protestoval, čehož Iejasu využil jako záminky pro odvolání mírové nabídky. Tak následovalo Letní Ósacké tažení, které vyvrcholilo bitvou u Tennódži v červnu roku 1615. To byla poslední velká bitva samurajů a poslední velké Iejasuovo vítězství. Po porážce Hidejoriho armády a vtrhnutí Iejasuova vojska do Ósaky spáchali Hidejori a jeho matka seppuku. Iejasu pak osobně nařídil, aby byl popraveni členové rodiny a Ósacký hrad zredukován.

## Iejasuova smrt a jeho odkaz
Stejně jako Hidejoši se Iejasu snažil zajistit svému rodu zářnou budoucnost. Dynastie, kterou založil, se opírala o tři vedlejší větve v provinciích Kii, Owari a Mino, které měly převzít moc v případě, že by se nenarodil nebo nepřežil dědic v hlavní větvi klanu v Edu.[zdroj?]
V roce 1616 Iejasu onemocněl na karcinom žaludku a zemřel ve věku 73 let na svém lůžku.
S výjimkou povstání v Šimabaře se Japonsko po smrti šóguna Iejasua Tokugawy těšilo míru, který trval téměř 200 let. Kromě stability mocenského systému však Iejasův odkaz vedl k tomu, že se Japonsko na rozdíl od minulosti stalo sociálně naprosto rigidní zemí. Ani muži, ani ženy neměli nikdy tak málo kontroly nad svým životem. Iejasův despotický režim pocítili také tzv. vnější pánové, to jest ti, kteří se za jeho epochy drželi stranou a neúčastnili se bojů po Iejasuově boku anebo byli přímo proti němu. K jistému uvolnění ve společnosti došlo až po roce 1651, kdy zemřel třetí šógun Iemicu Tokugawa.[zdroj?]

## Epilog
Jen málo vůdců v japonské historii bylo tak těžce popsatelných, jako byl Iejasu Tokugawa. Na jedné straně byl čestný a srdečný, na druhé straně nechal bez mrknutí oka popravit svého nejstaršího syna a svou ženu. Byl to veterán mnoha bitev. Po porážce svého úhlavního nepřítele Kacujoriho Takedy projevil velkodušnost a vzal do služby bývalé vazaly Takedů, čímž je zachránil od jisté smrti v Nobunagových spárech. Byl srdnatým a odvážným samurajem z Mikawy, mezi jehož nejoblíbenější koníčky patřil lov, sokolnictví a plavání.[zdroj?]
Iejasu sice nevyhrál všechny bitvy, kterých se zúčastnil, ale vyhrál všechny důležité pro jeho kariéru. Byl také výborným stratégem a hráčem, jemuž se vyrovnal snad jen Micunari Išida. Jeho taktika připomínala tahy mistra go, který hraje pomalu, ale s jistotou svého vítězství. A to se mu skutečně podařilo.[zdroj?]